# Публий Валерий Флак
Публий Валерий Флак (на латински: Publius Valerius Flaccus) e политик на Римската република преди Втората пуническа война.

## Биография
Произлиза от клон Флаки на известната фамилия Валерии. Той е син на Луций Валерий Флак (консул 261 пр.н.е.) и баща на Луций Валерий Флак (консул 195 пр.н.е.).
През 227 пр.н.е. Флак е избран за консул заедно с Марк Атилий Регул. През 219 пр.н.е. той е в делегацията с Квинт Бебий Тамфил до Ханибал да молят за прекъсването на обсадата на Сагумтум в Испания. Понеже Ханибал отказва това, те пътуват до Картаген, където също нищо не постигат. През 211 пр.н.е., когато се страхуват, че Ханибал ще марширува към Рим, той пледира с успех в сената да се предостави на римските военачалници, които обсаждат Капуа, да решат сами колко войски да дадат за пазенето на Рим.
При Ливий два пъти се споменава Публий Валерий Флак, който вероятно е негов син и е умрял рано. Това е един легат под командването на Марк Клавдий Марцел, който се бие през 216 пр.н.е. при Нола. За втори път той се споменава като флотски префект (praefectus classis) през 215 пр.н.е., който успява да залови пратениците, подписали договора между Филип V и Ханибал.